# Abdullah ben Mutaib al-Saoud
Abdullah ben Mutaib al-Saoud (arabe : عبد الله بن متعب آل سعو), né le 13 octobre 1984 à Riyad, est un membre de la famille princière Al Saoud et un cavalier de saut d'obstacles saoudien.

## Carrière
Il est médaillé de bronze de saut d'obstacles par équipes aux Jeux olympiques de Londres en 2012 avec Ramzy Al Duhami, Kamal Bahamdan et Abdullah Al Sharbatly, terminant avec un total de 13 fautes. Il s'agit de la première médaille d'équitation par équipe de l'histoire de l'Arabie saoudite aux Jeux olympiques.